# سونگ کیونگ-هوا
سونگ کیونگ-هوا (انگلیسی: Sung Kyung-hwa؛ زادهٔ ۲۰ ژوئیهٔ ۱۹۶۵) بازیکن هندبال اهل کره جنوبی است.